# VT 641
VT 641 — дизель-поезд немецкой фирмы Alstom DDF. Производился в 2001-2004 годах. Всего для Германии было произведено 55 поездов этого типа. По состоянию на 1 июля 2009 года эксплуатируются все построенные поезда.
Вагон поезда имеет 64 посадочных места и оборудован туалетом.
Французская версия поезда - X 73500.